# Dreaming Out Loud (film)
Pour les articles homonymes, voir Dreaming Out Loud.
Dreaming Out Loud est un film américain de Harold Young, sorti en 1940.

## Fiche technique
- Titre original : Dreaming Out Loud
- Réalisation : Harold Young
- Scénario : Robert Hardy Andrews (comme Robert D. Andrews), Howard J. Green, Barry Trivers
- Directeur de la photographie : Philip Tannura
- Ingénieur du son : Corson Jowett (comme Carson Jowett)
- Producteurs : Ben Hersh, Sam Coslow, Jack William Votion
- Montage : Otto Ludwig
- Musique : Lucien Moraweck
- Durée : 81 minutes
- Pays de production : États-Unis
- Langue : Anglais
- Couleur : Noir et Blanc
- Format : 1,37 :
- Son : Mono (RCA Sound System)
- Dates de sortie :
  - États-Unis : 30 septembre 1940

## Distribution
- Chester Lauck : Lum Edwards
- Norris Goff : Abner Peabody
- Frances Langford : Alice
- Frank Craven : Dr. Walter Barnes
- Bobs Watson : Jimmy
- Irving Bacon : Wes Stillman
- Clara Blandick : Jessica Spencer
- Robert Wilcox : Dr. Kenneth Barnes
- Donald Briggs : Will Danielson
- Robert McKenzie : Constable Caleb Weeunt
- Phil Harris : Peter Atkinson
- Sheila Sheldon : Effie Lou Stillman
- Troy Brown Sr. : Washington